# 758 Манкунія
758 Манкунія (758 Mancunia) — астероїд головного поясу, відкритий 18 травня 1912 року.
Тіссеранів параметр щодо Юпітера — 3,172.